# ДніпроАзот
ВАТ «ДніпроАзот» (Кам'янське, Дніпропетровська область) — підприємство хімічної галузі України, значний виробник аміаку і азотних добрив, «ДніпроАзот» спеціалізується на виробництві аміаку, карбаміду, каустичної соди, хлора, соляної кислоти і входить в п'ятірку найбільших хімічних підприємств країни. В травні 2018 року підприємство святкувало своє 80-річчя.
2007 рік «ДніпроАзот» закінчив з чистим прибутком 41,742 мільйона гривень. 24,97 % акцій «ДніпроАзота» належить компанії «Магнум-Прогрес», 24,67 % — «Лідер-Істейт» (обидві — Дніпропетровськ). Входить в сферу впливу бізнесмена Ігоря Коломойського (група «Приват»)

## Хлорний колапс

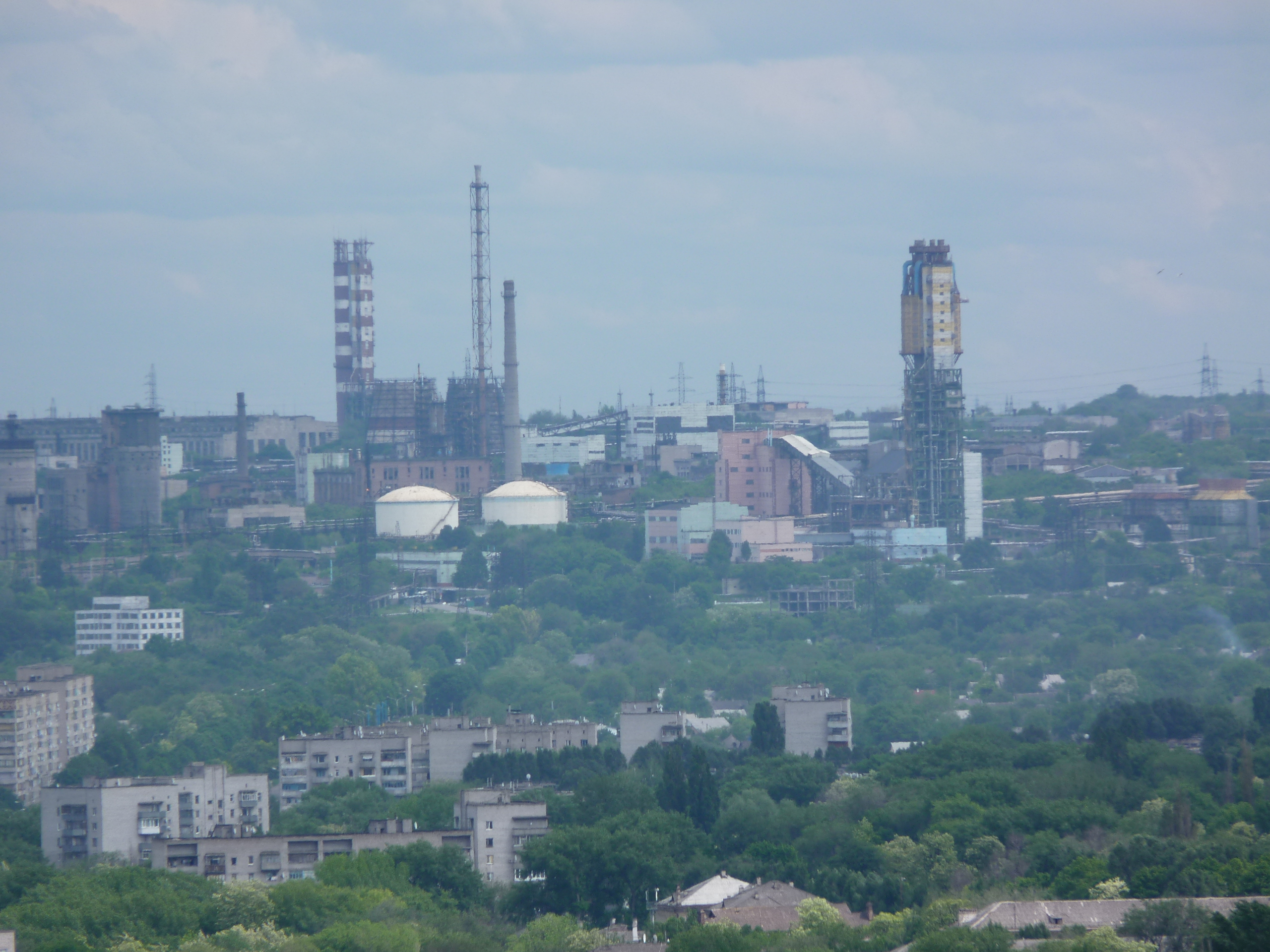
Панорама заводу

У зв'язку з підвищенням урядом ціни на природний газ виник «хлорний колапс» в Україні. Підприємства водопостачання країни опинилися на межі вимушеної зупинки по закінченню запасів хлору. Підприємство є єдиним постачальником хлору для очистки питної води в Україні, окремі міста та регіони почали переходити на перемінну подачу води погодинно. Після звернення підприємства до Антимонопольного комітету, був отриманий висновок, що підприємство вправі самостійно встановлювати тарифи на відпуск реагенту. Під час простою підприємства виявився факт перекупок хлору посередниками, а за висновками виробника подальше виробництво хлору стало неприбутковим. Підприємствами водопостачання окремих областей України були проведені закупки хлору у Румунії невеликими партіями (36 тис. грн. за тону, без транспортування), а ДніпроАзот встановив ціну на хлор у 48 тис. грн. за тону (без транспортування).
Більшість українських міст залежать від «ДніпроАзоту», виключенням є Івано-Франківськ, Луцьк (замість хлору використовують сіль, з якої роблять оксидант для знезараження) і Полтава (застосовують гіпохлорит натрію у мінімальних дозах). Згідно з інформацією місцевих водоканалів, запаси хлору вичерпаються в такі терміни 2018 року:
- Кропивницький, Дніпро, Запоріжжя, Харків, Вінниця, Миколаїв — до кінця липня;
- Житомир, Київ, Черкаси, Чернівці та Ужгород — до кінця серпня;
- Суми — у вересні[7].

Зараз працює на 2/3 від повної потужності[джерело?].

## Виноски
1. ↑  УП: Ще один завод Коломойського зупинив виробництво. Архів оригіналу за 13 листопада 2008. Процитовано 2 червня 2009.
2. ↑  Хлорний колапс. Водоканали країни на межі катастрофи. Архів оригіналу за 18 липня 2018. Процитовано 18 липня 2018.
3. ↑  “Днепроазот” Игоря Коломойского может установливать любые цены на хлор для водоканалов. ukrrudprom.com (рос.). 20.07.2018. Архів оригіналу за 21 липня 2018. Процитовано 20 липня 2018.
4. ↑  Хлор для знезараження питної води Україні надала Румунія. umoloda.kyiv.ua. 19.07.2018. Архів оригіналу за 25 липня 2020. Процитовано 25 липня 2020.
5. ↑  "Дніпроазот" запропонував КП "Аульський водовід" здійснювати поставки хлору за ціною майже у 5 разів вищою, ніж у минулому році. ukrinform.ua (ua) . 20.07.2018. Архів оригіналу за 25 липня 2020. Процитовано 25 липня 2020.
6. ↑  Спочатку — якість, тарифи — потім. Як пройшли слухання про нові ціни на воду (громадські слухання щодо нових тарифів на водопостачання у м. Вінниця). vn.20minut.ua. 28.07.2018. Архів оригіналу за 27 липня 2018. Процитовано 27 липня 2018.
7. ↑  Які міста України можуть залишитись без води: карта - 24 Канал. 24 Канал. Архів оригіналу за 27 липня 2018. Процитовано 27 липня 2018.